# 斯托弗·范多恩
斯托弗·范多恩（荷蘭語：Stoffel Vandoorne，1992年3月26日—）是一位比利時職業賽車手。現時他有參加電動方程式的比賽。

## 職業生涯

### 超級方程式
2016年2月12日，麥拉倫宣布范多恩將代表蒲公英車隊，駕駛本田動力賽車參賽2016年的超級方程式錦標賽。他在本賽季獲得2場分站冠軍，並在雨天的富士國際賽車場取得桿位，最終在車手積分榜上名列第4，這更是所有使用本田引擎的車手當中的最佳成績。

### 一級方程式賽車

#### 麥拉倫（2016年至2018年）

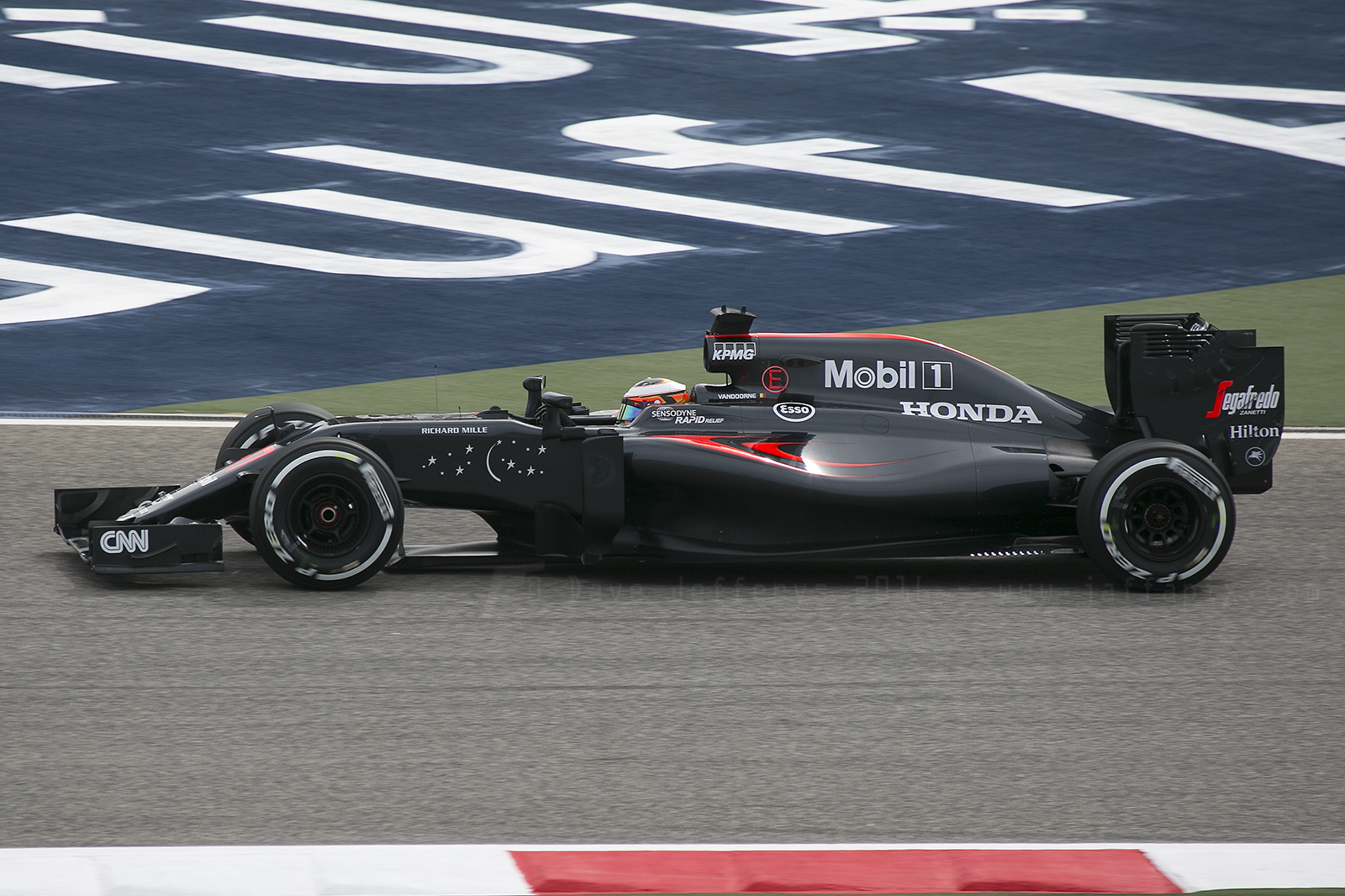
范多恩在2016年巴林大獎賽駕駛本田賽車，首度登上一級方程式賽場。

2016年3月31日，在費爾南多·阿隆索於2016年澳洲大獎賽發車嚴重事故，被裁定不適合參賽後，麥拉倫宣布范多恩將在巴林大獎賽頂替西班牙人上場。范多恩在排位賽中取得第12位，領先隊友詹森·巴頓，接著更在正賽取得第10名，成為繼2007年美國大獎賽的賽巴斯蒂安·維泰爾後，首位初登場便獲得積分的車手。
2016年9月3日，義大利大獎賽前夕，麥拉倫宣布詹森·巴頓將在本賽季結束後退休，並由范多恩頂替他的席位與阿隆索搭檔出賽2017年賽季。
2018年9月3日，義大利大獎賽後的隔一天，麥拉倫官方宣布范多恩將於2018年賽季結束後離開隊伍。

#### 梅赛德斯（2019年至2022年）
范多恩在2019年加入梅赛德斯车队担任模拟器车手，2020年起担任车队的测试及替补车手。不过他一直没有机会再次驾驶一级方程式赛车上场，2020年萨基尔大奖赛上，由于刘易斯·汉密尔顿感染新冠缺席比赛，范多恩被梅赛德斯召回围场，但最终车队选择乔治·拉塞尔代替汉密尔顿出赛。

#### 阿斯顿·马丁（2023年至未来）
2022年11月，阿斯顿·马丁车队宣布范多恩将于2023年赛季加入车队，担任模拟器车手及测试与替补车手。

### 電動方程式賽車錦標賽
2018年12月15日，范多恩以HWA車隊車手身分參與2018－19年電動方程式錦標賽於沙特阿拉伯的第一個分站賽事，在正賽取得第16名。
2019年3月10日，2018－19年電動方程式錦標賽第五個分站賽事香港電動大獎賽，范多恩在雨天情況下於排位賽中以時間1:11.592取得第1位躋身超級桿位賽。並於超級桿位賽以時間1:11.580取得頭位起步。
2019－20年電動方程式錦標賽賽季，范多恩以總成績第2名完成。
2021－22年電動方程式錦標賽賽季，范多恩首次奪得車手總冠軍。

## F1生涯各分站成績
(图例)粗體為桿位出賽，斜體為最快圈速
| 赛季 | 车队           | 底盤         | 引擎                | 1     | 2       | 3        | 4     | 5      | 6      | 7     | 8     | 9      | 10    | 11    | 12     | 13    | 14   | 15    | 16    | 17    | 18    | 19       | 20      | 21    | 名次 | 积分 |
| ---- | -------------- | ------------ | ------------------- | ----- | ------- | -------- | ----- | ------ | ------ | ----- | ----- | ------ | ----- | ----- | ------ | ----- | ---- | ----- | ----- | ----- | ----- | -------- | ------- | ----- | ---- | ---- |
| 2016 | 麥拉倫本田車隊 | 麥拉倫MP4-31 | 本田RA616H 1.6 V6 t | 澳    | 巴林 10 | 中       | 俄    | 西     | 摩     | 加    | 歐    | 奥     | 英    | 匈    | 德     | 比    |      | 新    | 马    | 日    | 美    | 墨       | 巴西    | 阿    | 第20 | 1    |
| 2017 | 麥拉倫本田車隊 | 麥拉倫MCL32  | 本田RA617H 1.6 V6 t | 澳 13 | 中 Ret  | 巴林 DNS | 俄 14 | 西 Ret | 摩 Ret | 加 14 | 12    | 奧 12  | 英 11 | 匈 10 | 比 14  | Ret   | 新 7 | 馬 7  | 日 14 | 美 12 | 墨 12 | 巴西 Ret | 阿 12   |       | 第16 | 13   |
| 2018 | 麥拉倫F1車隊   | 麥拉倫MCL33  | 雷諾R.E.18 1.6 V6 t | 澳 9  | 巴林 8  | 中 13    | 9     | 西 Ret | 摩 14  | 加 16 | 法 12 | 奧 15† | 英 11 | 德 13 | 匈 Ret | 比 15 | 12   | 新 12 | 俄 16 | 日 15 | 美 11 | 墨 8     | 巴西 15 | 阿 14 | 第16 | 12   |

* 賽季進行中。
†未完赛，但已完成赛事总里程的90%。

## 外部連結
- 官方网站
- 斯托弗·范多恩 在DriverDB.com上的职业生涯数据（英文）

| 體育角色             | 體育角色                                    | 體育角色               |
| -------------------- | ------------------------------------------- | ---------------------- |
| 前任： 本傑明·巴伊   | F4歐洲盃1.6 冠軍 2010年                     | 繼任： 馬修·瓦克瑟萊爾 |
| 前任： 羅賓·夫林斯   | 雷諾方程式2.0歐洲盃 冠軍 2012年             | 繼任： 皮埃爾·蓋斯利   |
| 前任： 喬里昂·帕爾默 | GP2系列賽 冠軍 2015年                       | 繼任： 皮埃爾·蓋斯利   |
| 前任： 尼克·德弗里斯 | 國際汽車聯合會電動方程式錦標賽 冠军 2021-22 | 繼任： 杰克·丹尼斯     |